# Július 8.
Július 8. az év 189. (szökőévben 190.) napja a Gergely-naptár szerint. Az évből még 176 nap van hátra.
Névnapok: Ellák + Annaliza, Arnolda, Csatád, Csatár, Csató, Edgár, Eperke, Erzsébet, Estilla, Eszter, Eugén, Gellén, Iza, Izabella, Jenő, Karsa, Kelli, Kilény, Kilián, Kiliána, Liza, Periklész, Priszcilla, Szabella, Teréz, Tereza, Teréza, Terézia, Teri, Terka, Tessza, Zsóka

## Események
- 1497 – Vasco da Gama flottája útra kel India felé.
- 1704 – II. Rákóczi Ferencet erdélyi fejedelemmé választják.
- 1709 – Nagy északi háború: I. Péter orosz cár döntő győzelmet arat a svédek felett a poltavai csatában, ezzel véget ér Svédország nagyhatalmi korszaka.
- 1716 – Nagy északi háború: a dánok győzelmet aratnak a svédek felett a dynekileni csatában.
- 1760 – Hétéves háború: a franciák döntő tengeri vereséget szenvednek az angoloktól a restigouche-i csatában.
- 1808 – Joseph Bonaparte elfogadja a Bayonne-i statútumot, amely spanyol királyként való uralma alapjául szolgált.
- 1815 – XVIII. Lajos francia király második visszatérése a párizsi Tuileriákba (a Második Restauráció).
- 1834 – Deák Ferenccel az élen az öt felkért tanú záradékkal, aláírással és pecséttel látja el, hitelesíti Kölcsey Ferenc Pozsonyban, 1834. május 25-én kelt végrendeletét.
- 1850 – Haynau táborszernagyot a bécsi udvar visszahívja magyarországi főhadparancsnoki és teljhatalmú császári biztosi tisztéből. A Habsburg-közigazgatási rendszer Bach belügyminiszter irányítása alá kerül.
- 1864 – Japánban sor kerül az Ikedaja incidensre, egy fegyveres összecsapásra a Sinszengumi és a sisik között.
- 1889 – Megjelenik a The Wall Street Journal első száma.
- 1898 – Soapy Smith amerikai gengsztert megölik egy tűzharcban Skagwayben.

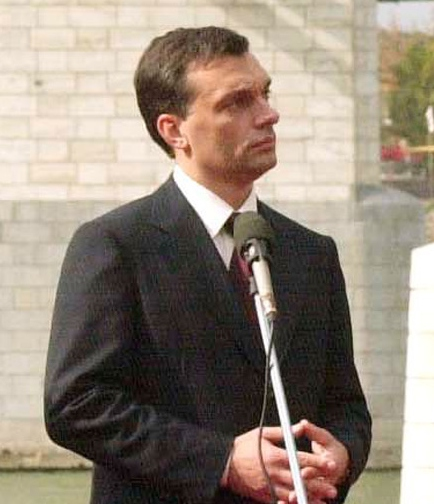
Orbán Viktor

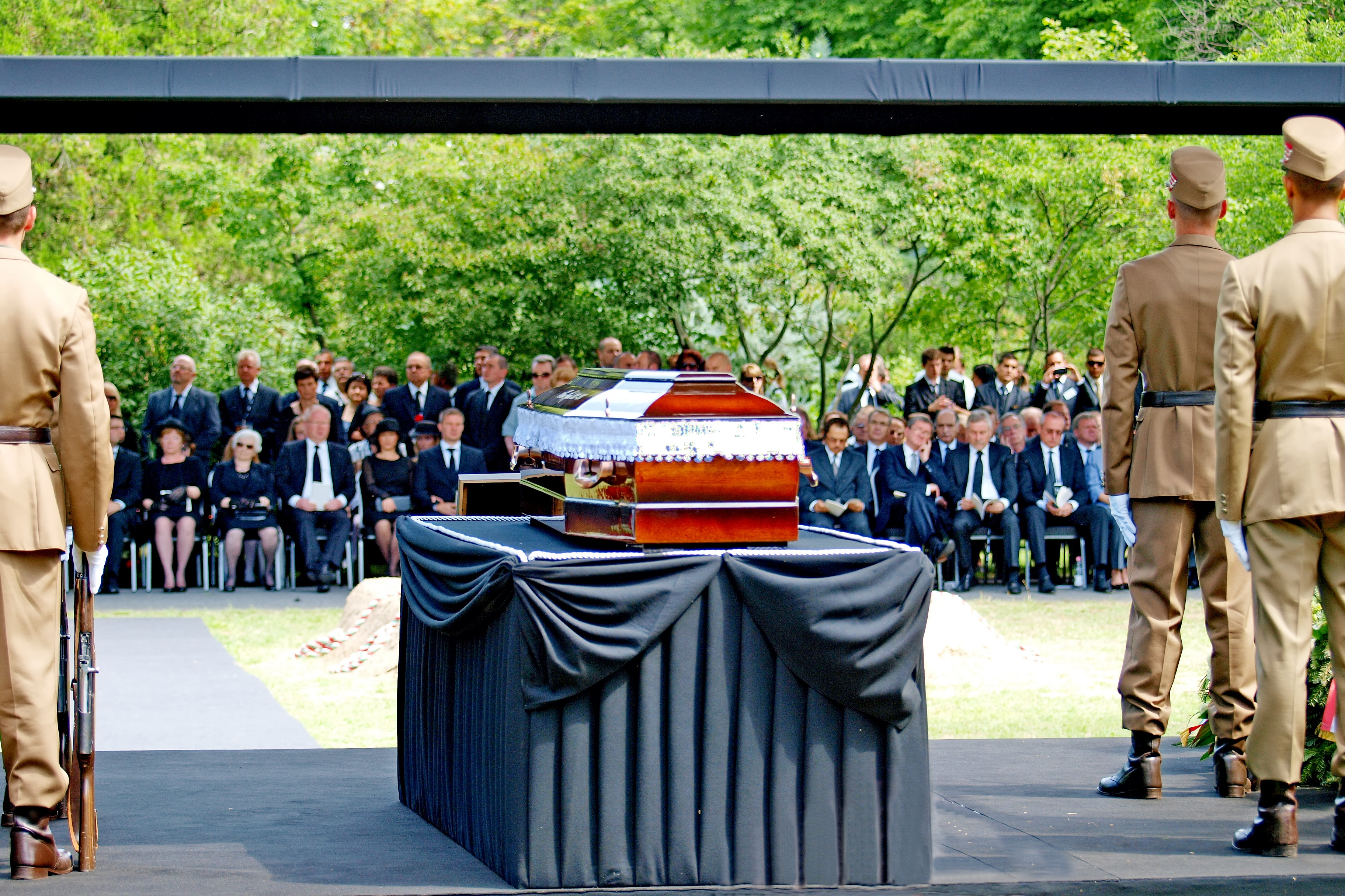
Horn Gyula temetése

- 1911 – Nagy földrengés Kecskeméten.
- 1912 – Henrique Mitchell de Paiva Couceiro sikertelen royalista támadást vezet a Portugál Köztársaság ellen Chavesnál.
- 1937 – Afganisztán, Irak, Irán és Törökország aláírják a szaadábádi szerződést
- 1956 – A Gasherbrum II (tszf. 8035 m) első megmászása Josef Larch, Fritz Moravec és Hans Willenpart hegymászók által.
- 1960 – Francis Gary Powerst kémkedéssel vádolják meg a Szovjetunióban, repülőútja miatt.
- 1976 – Amerikai rakéta állítja Föld körüli pályára az első indonéz műholdat, a távközlési Palapa–1-et.
- 1982 – Merényletkísérlet Szaddám Huszein iraki elnök ellen.
- 1992 – Thomas Klestil lesz Ausztria szövetségi elnöke (államfője).
- 1994 – Észtország átadja a PfP jelentkezési okmányát.
- 1997 – A NATO meghívja Csehországot, Magyarországot és Lengyelországot, hogy csatlakozzanak a szövetséghez 1999-ben.
- 1998 – Orbán Viktor első alkalommal alakít kormányt.
- 2003 – Elindul a magyar Wikipédia az új logóval és az új verziójú programmal az (addigi hu.wikipedia.com helyett) hu.wikipedia.org címen.
- 2003 – Elindul a héber Wikipédia (héberül: ויקיפדיה: האנציקלופדיה החופשית), a nemzetközi Wikipédia-projekt héber nyelvű változata.
- 2007 – Beiktatják hivatalába az új gyulai román ortodox püspököt, Siluan Mănuilă–t.
- 2011 – Atlantis elnevezésű űrrepülőgép utolsó küldetésére indul az amerikai Space Shuttle program keretében.
- 2013 – Horn Gyula magyar közgazdász, közpolitikus, pártelnök, miniszterelnök temetése a Fiumei úti Nemzeti Sírkertben (szemben a Kossuth Lajos Mauzóleummal).
- 2022 – Narában merényletet követtek el Abe Sinzó volt japán miniszterelnök ellen, aki órákkal később a kórházban elhunyt.

## Sportesemények
Formula–1
- 1962 –  francia nagydíj, Rouen - Győztes: Dan Gurney  (Porsche)
- 1984 –  amerikai nagydíj, Dallas - Győztes: Keke Rosberg  (Williams Honda Turbo)
- 1990 –  francia nagydíj, Paul Ricard - Győztes: Alain Prost  (Ferrari)
- 2007 –  brit nagydíj, Silverstone - Győztes: Kimi Räikkönen  (Ferrari)
- 2012 –  brit nagydíj, Silverstone - Győztes: Mark Webber  (Red Bull Renault)
- 2018 –  brit nagydíj, Silverstone - Győztes: Sebastian Vettel  (Ferrari)

Labdarúgás
- 1990 – Németország nyeri az 1990-es labdarúgó-világbajnokságot.

## Születések
- 1593 – Artemisia Gentileschi itáliai festőnő, a legismertebb festőnő a barokk korai korszakából († 1653)
- 1621 – Jean de La Fontaine francia író, meseíró († 1695)
- 1809 – Ljudevit Gaj horvát nyelvész, politikus, író, a horvát megújhodási mozgalom, az illirizmus vezető személyisége és a szerbhorvát nyelv egyik atyja († 1872)
- 1836 – Joseph Chamberlain brit politikus († 1914)
- 1838 – Ferdinand von Zeppelin német hadmérnök, a merev kormányozható léghajó kifejlesztője († 1917)
- 1839 – John D. Rockefeller amerikai üzletember, a Standard Oil alapítója († 1937)
- 1857 – Alfred Binet francia fejlődéspszichológus, 1910-ben ő állította össze az első intelligenciatesztet († 1911)
- 1867 – Käthe Kollwitz német grafikus, szobrász († 1945)
- 1869 – Kandó Kálmán gépészmérnök, a villamos vasúti vontatás, a fázisváltó és más fontos találmányok atyja († 1931)
- 1883 – Gerde Oszkár kétszeres olimpiai bajnok magyar kardvívó, († 1944)
- 1885 – Ernst Bloch német filozófus († 1977)
- 1892 – Nyikolaj Nyikolajevics Polikarpov szovjet repülőgép-tervező († 1944)
- 1894 – Pjotr Leonyidovics Kapica szovjet fizikus († 1984)
- 1898 – Gerő Ernő kommunista politikus, a Magyar Dolgozók Pártjának első titkára († 1980)
- 1924 – Szentessy Zoltán magyar színész († 1982)
- 1925 – Réti József (sz. Redl) Liszt Ferenc-díjas magyar operaénekes, tenor († 1973)
- 1928 – Kassai Ilona Kossuth-díjas és Jászai Mari-díjas magyar színésznő
- 1932 – Stefán Mihály kohómérnök, az MTA tagja († 2009)
- 1938 – Koncz Gábor Kossuth és Jászai Mari-díjas magyar színész, rendező, érdemes művész
- 1941 – Meszléry Judit Jászai Mari-díjas magyar színésznő érdemes művész
- 1943 – Szakcsi Lakatos Béla Kossuth-díjas és Liszt Ferenc-díjas magyar zongoraművész, zeneszerző, jazz-zenész, a nemzet művésze († 2022)
- 1951 – Anjelica Huston Oscar-díjas amerikai színésznő
- 1953 – Kocsis Ferenc olimpiai bajnok magyar birkózó
- 1954 – Zele Gábor labdarúgó († 2021)
- 1958 – Kevin Bacon amerikai színész
- 1959 – Robert Knepper amerikai színész
- 1961 – Andrew Fletcher, angol zenész, billentyűs (Depeche Mode) († 2022)
- 1968 – Michael Weatherly amerikai színész
- 1968 – Illés Györgyi magyar színésznő, egyetemi oktató
- 1969 – Sugizo japán zenész, az X Japan, Luna Sea és Juno Reactor együttesek gitárosa
- 1972 – Kulcsár-Székely Attila magyar színész
- 1977 – Milo Ventimiglia amerikai színész
- 1980 – Robbie Keane Ír labdarúgó
- 1983 – Ari‑Pekka Nurmenkari finn műkorcsolyázó
- 1985 – Triin Aljand észt úszó
- 1985 – Jamie Cook brit gitáros az Arctic Monkeys együttesben
- 1986 – Csáki János magyar úszó
- 1988 – Miki Roqué spanyol labdarúgó († 2012)
- 1989 – Dmitri Abakumov orosz labdarúgó, hátvéd
- 1996 – Ertl Zsombor magyar színész

## Halálozások
- 518 – I. Anasztasziosz bizánci császár (* 430 körül)
- 810 – Pipin itáliai király (* 773)
- 1676 – I. Rákóczi Ferenc választott erdélyi fejedelem, de nem iktatták be. (* 1645)
- 1695 – Christiaan Huygens holland csillagász (* 1629)
- 1822 – Percy Bysshe Shelley angol költő (* 1792)
- 1855 – Brocky Károly magyar festőművész (* 1807)
- 1895 – Johann Josef Loschmidt osztrák kémikus, fizikus, az Avogadro-szám állandó értékét ő számolta elsőként (* 1821)
- 1916 – Ortvay Tivadar történész, régész, földrajztudós, az MTA tagja (* 1843)
- 1943 – Jean Moulin a francia ellenállás egyik vezetője (* 1899)
- 1961 – Byssz Róbert festő, karikaturista, grafikus, újságíró. (* 1893)
- 1967 – Vivien Leigh (er. Vivian Mary Hartley) Oscar-díjas brit színésznő (* 1913)
- 1979 –
  - Tomonaga Sinicsiró japán fizikus, a kvantum-elektrodinamika egyik atyja, 1965-ben megosztva fizikai Nobel-díjat kapott Richard Feynmannal és Julian Schwingerrel (* 1906)
  - Robert Woodward amerikai származású szerves kémikus, aki 1965-ben kémiai Nobel-díjban részesült (* 1917)
- 1993 – John Riseley-Prichard brit autóversenyző (* 1924)
- 1994 – Kim Ir Szen észak-koreai diktátor (* 1912)
- 1995 – Kovács Pál magyar vívó, hatszoros olimpiai bajnok (* 1912)
- 1999 – Terták Elemér műkorcsolyázó, sportvezető (* 1918)
- 2011 – Betty Ford amerikai first lady (1974–1977) (* 1918)
- 2012 – Ernest Borgnine Oscar-díjas amerikai színész (* 1917)
- 2014 – Boross Lajos Kossuth-díjas prímás (* 1925)
- 2022 – Abe Sinzó japán politikus, miniszterelnök (* 1954)
- 2022 – Tony Sirico amerikai színész (* 1942)
- 2025 – M. Kiss Sándor Széchenyi-díjas magyar történész (* 1943)

## Nemzeti ünnepek, évfordulók, események
- A Magyar Wikipédia napja (a Wikipédia magyar változata új verziójú programmal hu.wikipedia.org címen 2003. július 8-án történt elindításának emlékére)